# Paratemnopteryx rufa
Paratemnopteryx rufa är en kackerlacksart som först beskrevs av Johann Gottlieb Otto Tepper 1893.  Paratemnopteryx rufa ingår i släktet Paratemnopteryx och familjen småkackerlackor. Inga underarter finns listade i Catalogue of Life.